# Marcelo Cândido da Silva
 (février 2025).
Marcelo Cândido da Silva est un historien médiéviste et professeur brésilien.

## Biographie
Il est diplômé en 1995 en histoire de l’Université fédérale de Minas Gerais, d’une maîtrise en histoire en 1997 dans la même université. Il obtient en 2002 un doctorat en histoire médiévale de l’Université Lumière Lyon 2, et un post-doctorat à l’Université Paris 1 Panthéon-Sorbonne,.
Il est depuis 2003 professeur d'histoire médiévale à la faculté de philosophie, lettres et sciences humaines de l'université de São Paulo, où il est coordinateur du laboratoire d'études médiévales.
Marcelo Cândido da Silva est professeur au département d’histoire de l’Université de São Paulo. Il est membre associé de la Société des Historiens Médiévistes de l'Enseignement Supérieur Public Français (SHMESP), membre associé du Laboratoire de médiévistique occidental de Paris (LAMOP, UMR 8589), chercheur associé du CIHAM - Histoire, archéologie, littératures des mondes chrétiens et musulmans médiévaux, coordinateur du Laboratoire d’études médiévales (LEME) et du Réseau luso-brésilien d’études médiévales. Il a été professeur invité dans plusieurs universités francophones dont l’École normale supérieure de Paris en janvier 2005, à l’Université Lumière Lyon 2 en janvier et février 2006, à l’Université Laval au Canada en janvier et février 2007, à l’Université Paul-Valéry Montpellier III en mai 2007, à l’École des hautes études en sciences sociales en janvier 2009, à l’Université de Bologne en janvier et février 2013 et à l’Université libre de Bruxelles en février 2016. Il est chargé de recherche à la ville de Paris de décembre 2010 à février 2011 dans le cadre d’un projet de recherche sur le vol au haut Moyen Âge. Il est membre du projet collectif « La compétition dans les sociétés du haut Moyen Âge », qui réunit des chercheurs européens et nord-américains. Il est vice-doyen des études supérieures à l’Université de São Paulo pendant deux ans de février 2014 à février 2016.

## Recherches
Marcelo Cândido da Silva se spécialise dans la période du haut Moyen Âge. Il s'intéresse tout particulièrement à l'histoire sociale ainsi qu'économique.